# Општина Андрашешти (Јаломица)
Андрашешти (рум. Andrăşeşti) општина је у Румунији у округу Јаломица.
Oпштина се налази на надморској висини од 36 m.